# Bridgeport News
Bridgeport News est un journal hebdomadaire qui couvre les secteurs de Bridgeport et McKinley Park à Chicago, dans l'État de l'Illinois. Le journal a été fondé en 1938, et a pour vocation d'être indépendant et non-partisan depuis plus de 80 ans. Plus généralement, il a pour objectif d'informer les résidents des quartiers sur ce qui s'y passe et apporte plus de détails et de spécificités (contrairement aux journaux qui couvrent l'ensemble de la ville) comme les annonces locales et recherches d'emploi, les faits divers, la publicité pour les commerçants locaux ou encore les fêtes de quartier. Le journal est tiré à plus de 25 000 exemplaires.